# ماريو أني
ماريو أنّي (بالإيطالية: Mario Anni)‏ هو دراج إيطالي، ولد في 22 نوفمبر 1943 في بريشا في إيطاليا.

## وصلات خارجية
- ماريو أني على موقع أرشيف الدراجات (الإنجليزية)
- ماريو أني على موقع إحصائيات الدراجات الإحترافية (الإنجليزية)